# Đinh Văn Chấp
Đinh Văn Chấp (1882-- 1953) sinh ngày 14 tháng 3 năm Nhâm Ngọ, là nhà khoa bảng đỗ đệ nhị giáp tiến sĩ vào năm 1913, niên hiệu Duy Tân thứ 7. Ông là người xã Kim Khê, tổng Kim Nguyên, huyện Nghi Lộc, phủ Hưng Nguyên, tỉnh Nghệ An (nay là xã Nghi Long, huyện Nghi Lộc, tỉnh Nghệ An). Ông là con trai thứ 2 của Tiến sĩ Trực Hiên khoa Ất hợi (1875) Đinh Văn Chất, là đời khoa bảng thứ 7 liên tiếp trong dòng họ Đinh Văn Kim Khê.
Tháng 10 năm 1887, lúc mới 6 tuổi gia đình bị đại nạn: Bố là Đinh Văn Chất một văn thân yêu nước trong phong trào Cần Vương ( xem thêm về Đinh Văn Chất) đang lãnh đạo tổ chức nghĩa quân chiến đấu với Pháp và Nam Triều thì bị bắt, khép vào tội " Khi quân" và " tru di tam tộc", Đinh Văn Chấp được một bà cụ trong làng cứu thoát rồi đưa đến nhà bà ngoại ở hiệu thuốc Thuận Ký ( Vinh) rồi sang Phúc Kiến ( Trung Quốc) lánh nạn. Hơn 10 năm sau, năm 1898 Ông trở về nước và được Lê Huy Thản đưa vào Huế học ở trường Quốc Tử Giám. Thời gian này ông vừa học vừa dạy thêm để nuôi sống bản thân và gia đình.
Năm Nhâm Tý (1912), Đinh Văn Chấp thi đỗ Cử nhân.
Năm sau ông đỗ Đệ nhị giáp Tiến sĩ (Hoàng giáp) khoa Quý Sửu (1913) niên hiệu Duy Tân thứ 7. Khoá này ông đỗ đầu vì không có đệ nhất tiến sĩ và được bổ chức Đốc Học Quảng Nam.
Từ năm 1920 đến năm 1935 Đinh Văn Chấp làm quan triều đình nhà Nguyễn tại một số địa phương như: Quảng Trị, Bình Thuận, Hoài Nhơn, Quảng Ngãi, Khánh Hoà....
Năm 1936 Ông trở về Huế làm Tham tri Bộ Kinh Tế.
Cuộc đời Đinh Văn Chấp làm nhiều việc cho quê hương dòng họ, Ông trùng tu cầu Khoa Trường, chợ Giang Đình, xây hội quán làng Kim Khê, sửa sang nhà thờ, giếng nước...Ông lập Gia phả họ Đinh Kim Khê, kết nối các dòng họ ở Nghệ An, Hà Tĩnh, Hải Dương. Ông để nhiều bút tích giá trị như các câu đối- hoành phi đặt trong một số nhà thờ Họ, làm nhiều bài thơ phản đối chiến tranh mang đậm văn hóa Thiền.
Về văn học Việt Nam, Đinh Văn Chấp là người đầu tiên dịch các tác phẩm thơ văn chữ Hán thời Lý - Trần sang chữ quốc ngữ. Ông đăng trên 200 bài và nhiều kỳ trên Tạp chí Nam Phong nổi tiếng những năm đầu thế kỷ trước, góp phần to lớn trong việc bảo tồn di sản thơ văn nói chung và văn học thời Lý - Trần nói riêng.
Trải qua thời gian dài làm Đốc học và nghiên cứu Phật học, ảnh hưởng của ông đến 11 người con rất lớn , các con Ông đều có địa vị và thành đạt, đặc biệt người con trai thứ 3 là Đinh Văn Nam (Trưởng lão hoà thượng Thích Minh Châu) là người Việt Nam đầu tiên đỗ Tiến sĩ về Phật học và văn học Pali tại Ấn Độ, người đầu tiên thành lập Viện Đại học về Phật Giáo tại Việt Nam (Viện Đại học Vạn Hạnh)
Hoàng giáp Đinh Văn Chấp mất ngày 17 tháng 10 năm Quí tỵ ( 1953) hưởng thọ 72 tuổi tại Quê nhà.
Ông được an táng cạnh mẹ là Cụ Trần Thị Nghị trong khu vườn của Gia đình (xã Nghi Long, huyện Nghi Lộc, tỉnh Nghệ An).
Ghi nhớ công lao của Ông, Quảng Nam- Đà Nẵng lấy tên Ông đặt tên con đường Đinh Văn Chấp trong thành phố Đà Nẵng.